# Shaun Bradley
Shaun Russell Ellis-Bradley (Westampton, 8 aprile 1997) è un giocatore di football americano statunitense che milita nel ruolo di linebacker per i Philadelphia Eagles della National Football League (NFL).

## Carriera

### Philadelphia Eagles
Taylor al college giocò a football alla Temple University. Fu scelto nel corso del sesto giro (196º assoluto) del Draft NFL 2020 dai Philadelphia Eagles. Debuttò come professionista nella gara del primo turno contro il Washington Football Team mettendo a segno un tackle. La sua stagione da rookie si concluse con 14 placcaggi in 15 presenze.

## Palmarès
- National Football Conference Championship: 1

Philadelphia Eagles: 2022